# Ajuda, Lissabon
Ajuda är en stadsdel i Lissabon i Portugal, belägen i västra delen av staden, nordost om Belém och väster om Alcântara.

## Bilder

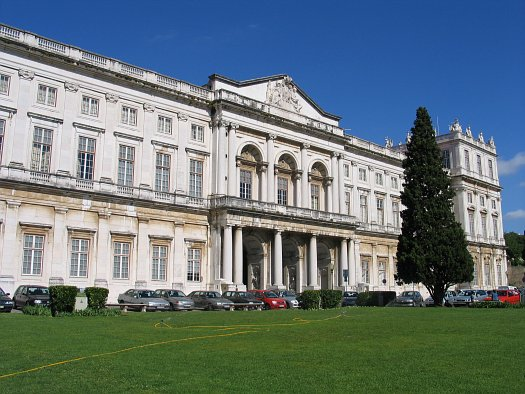
Palácio Nacional da Ajuda
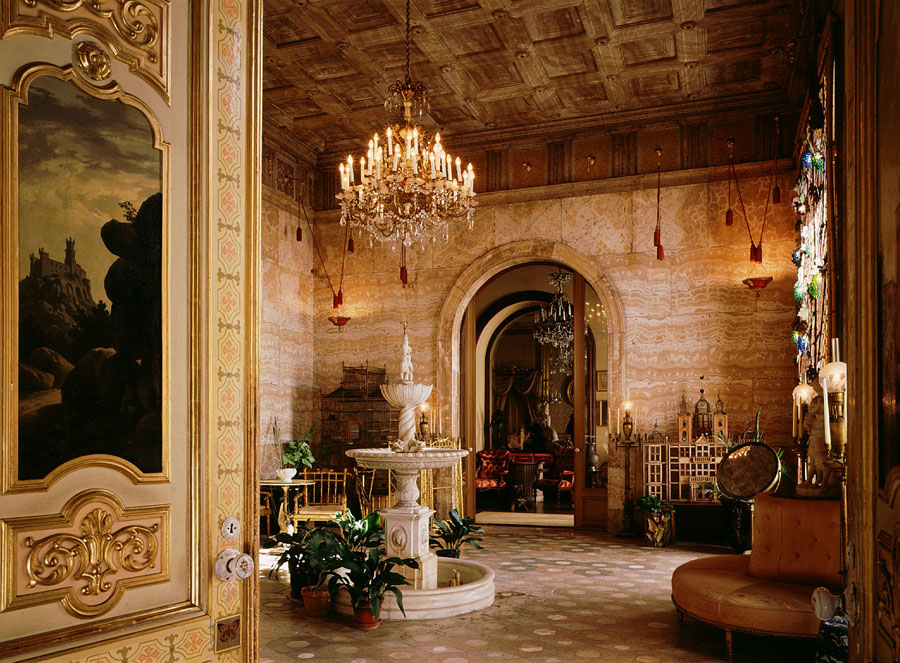
Ett rum i Palácio Nacional da Ajuda
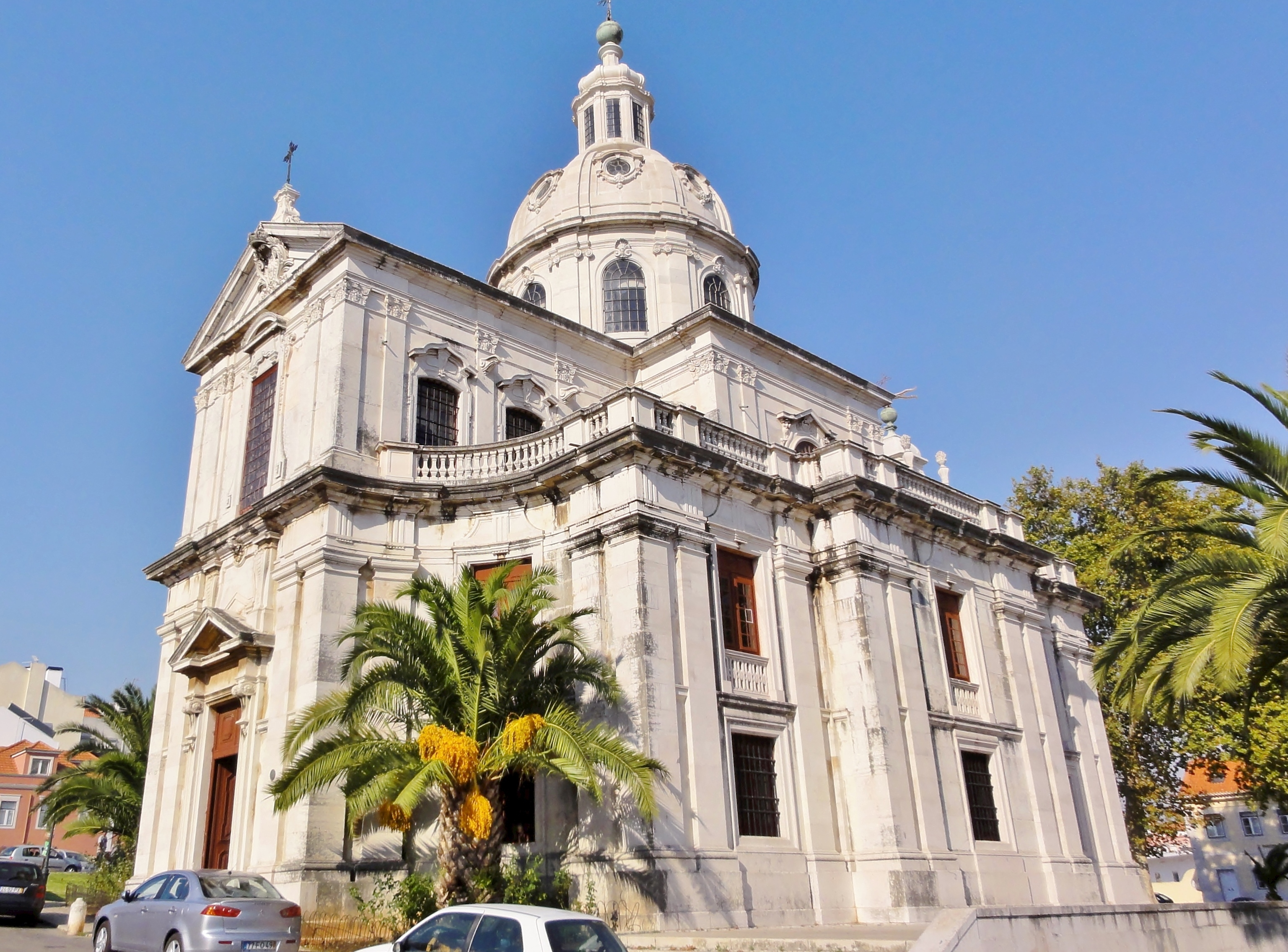
Igreja da Memória
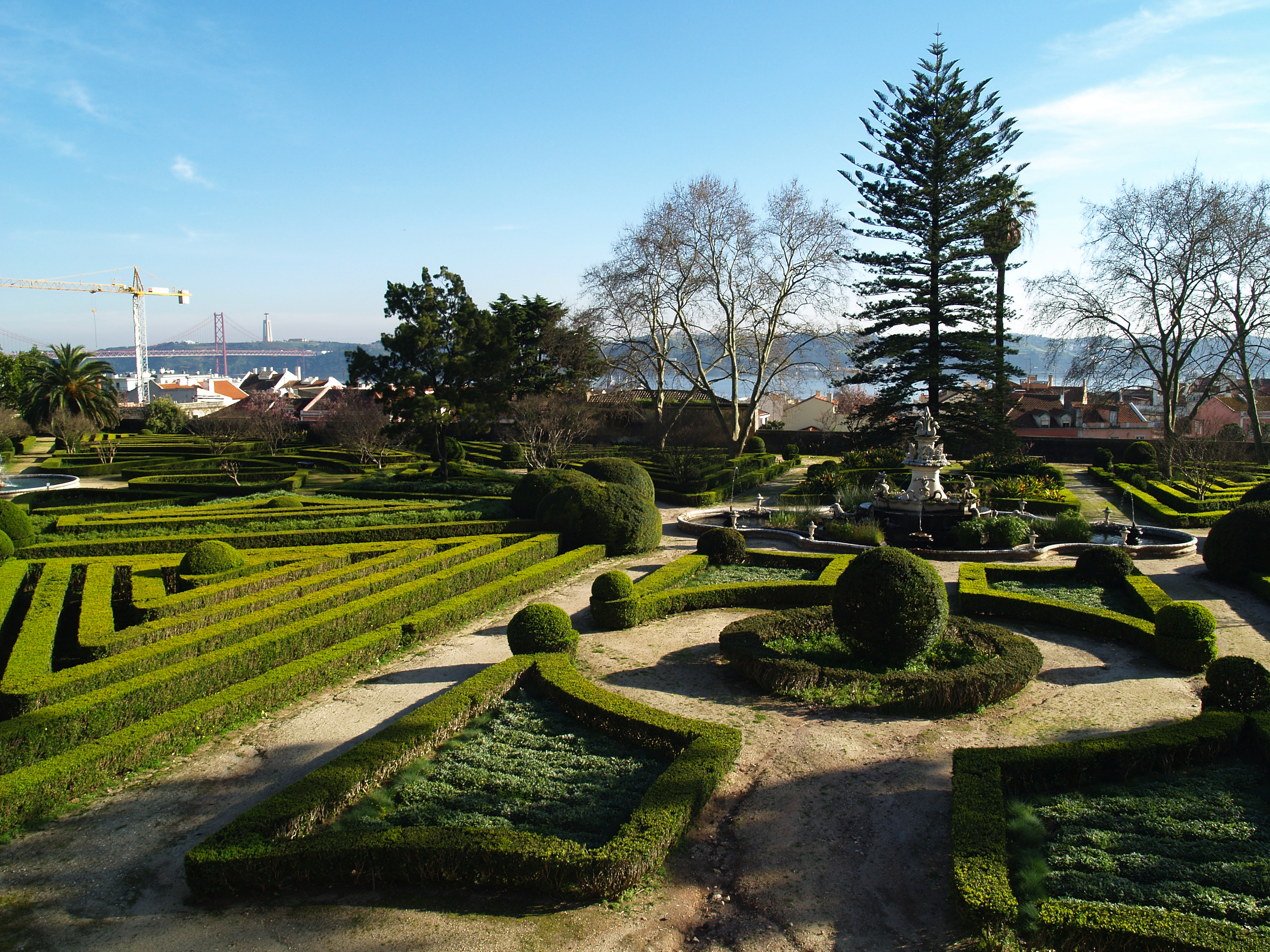
Jardim Botânico da Ajuda
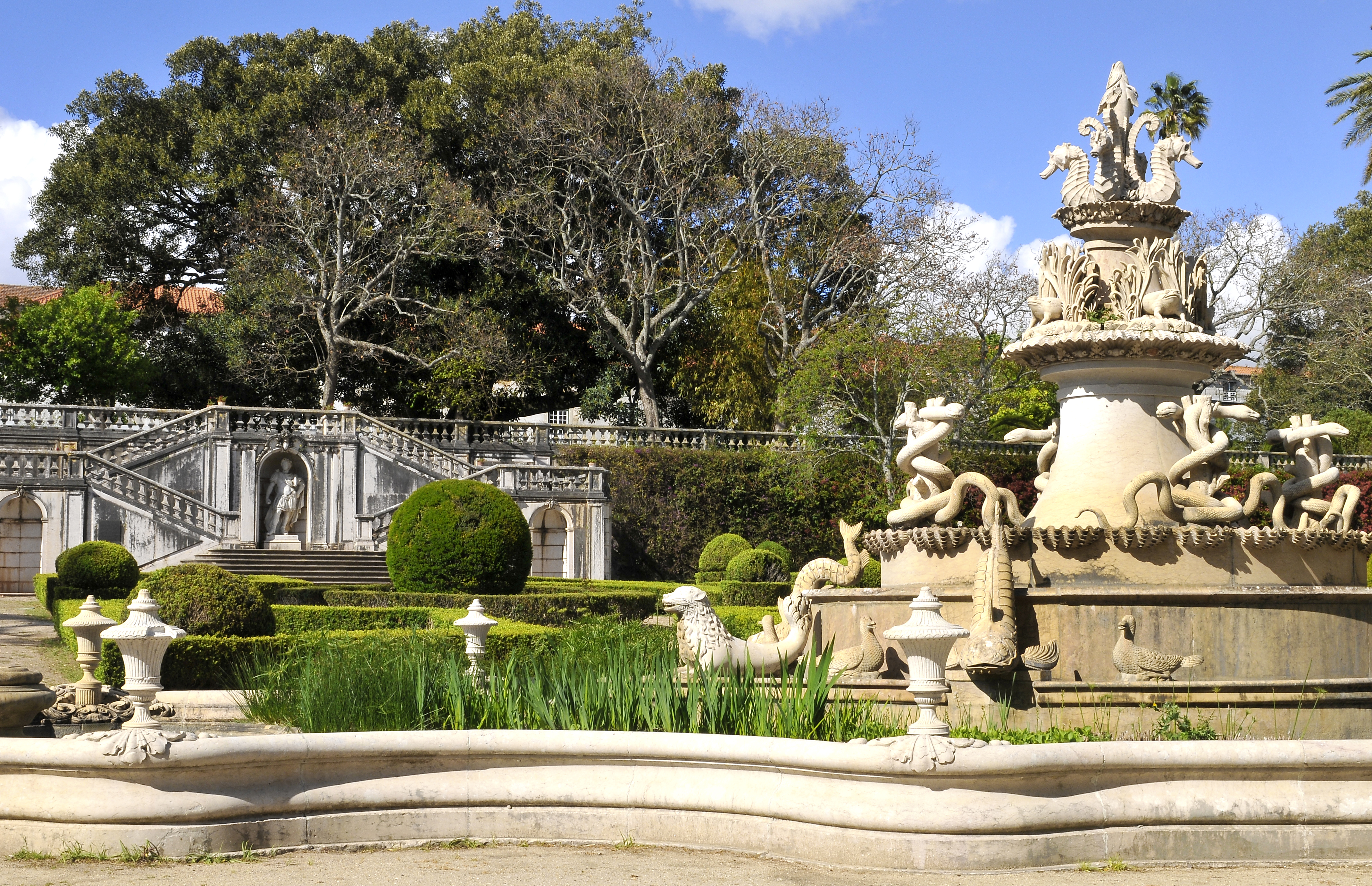
Jardim Botânico da Ajuda
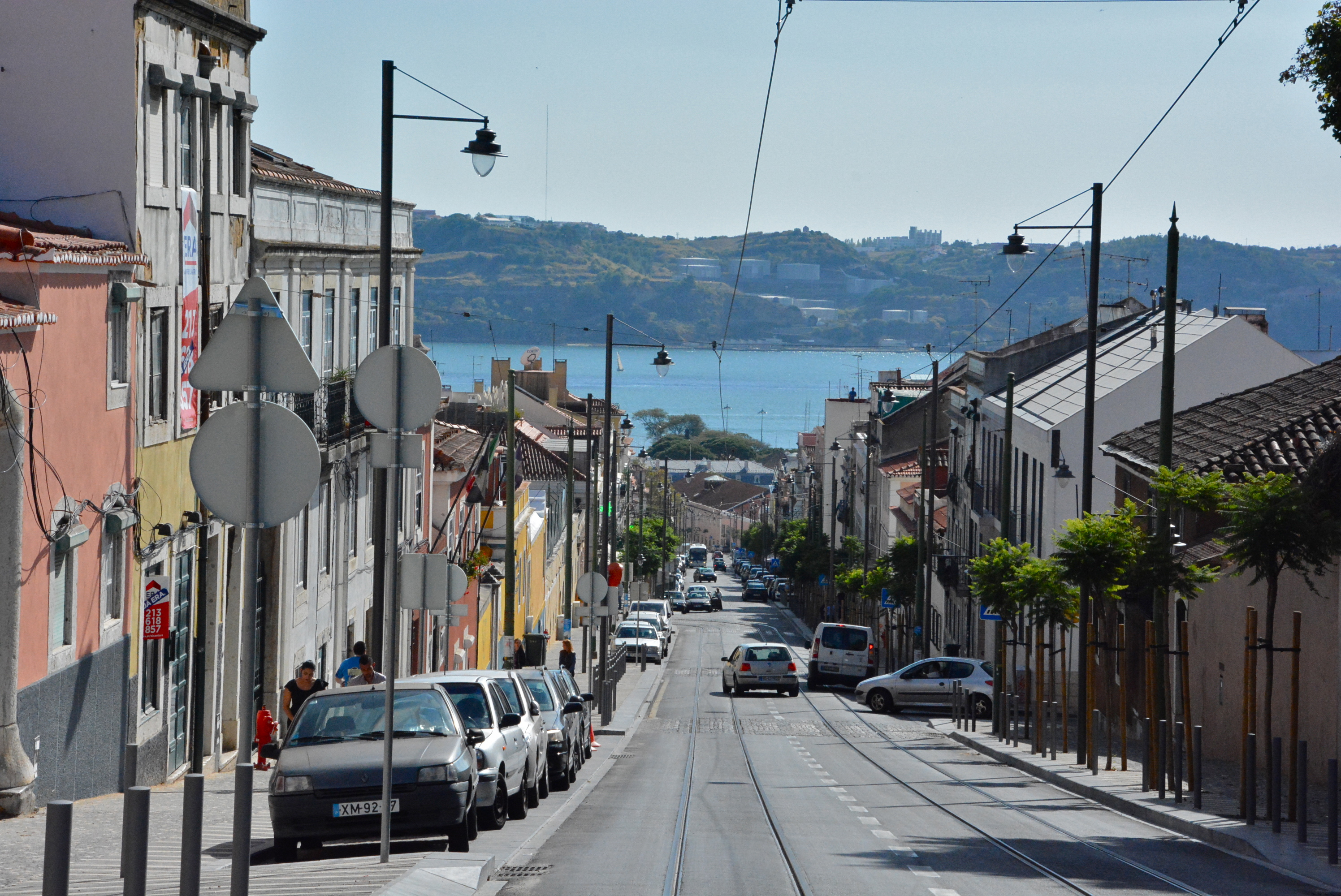
Calçada da Ajuda